# Paska (bröd)

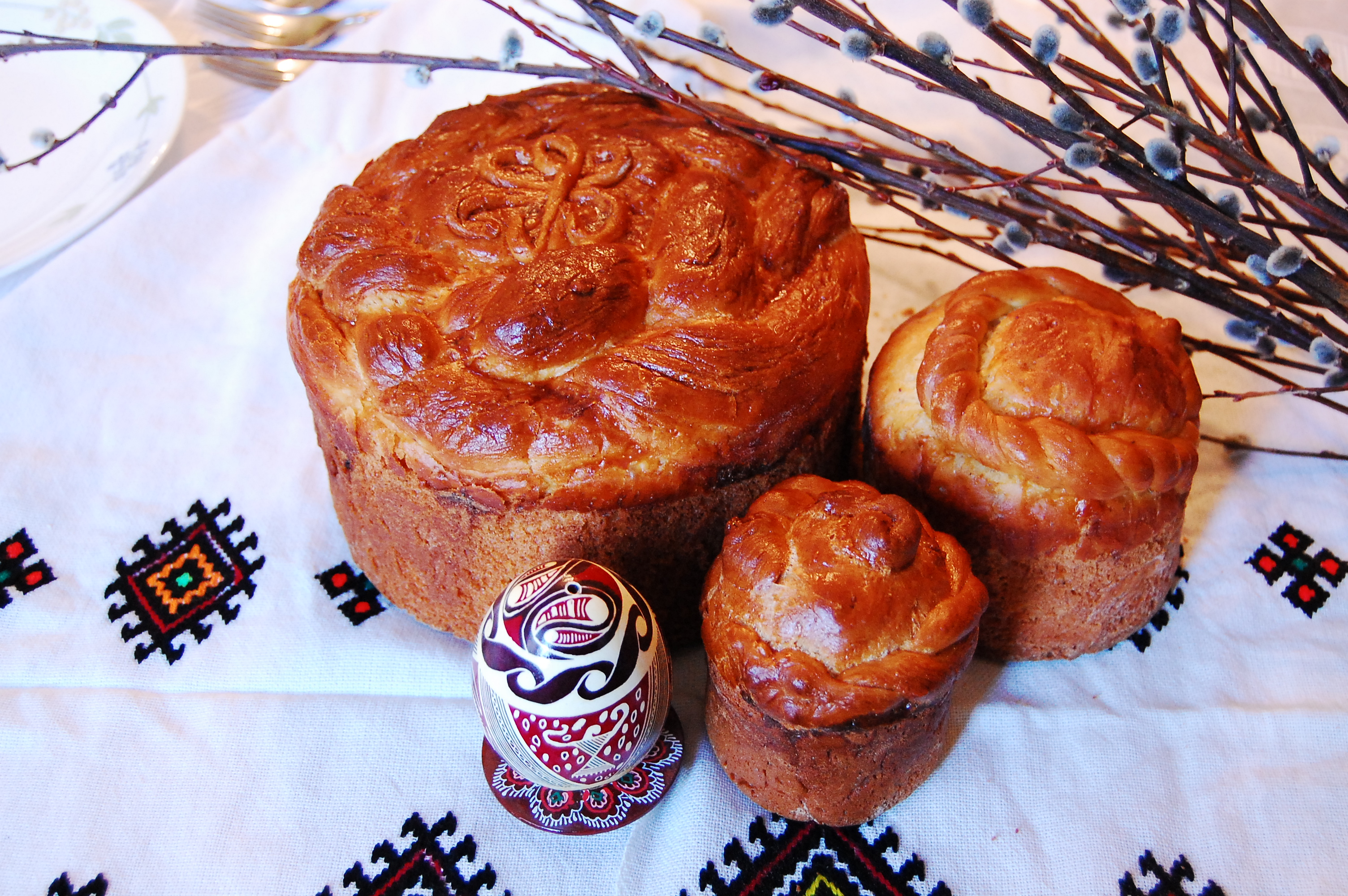
Traditionellt ukrainskt paskabröd med ett pysanka-ägg.

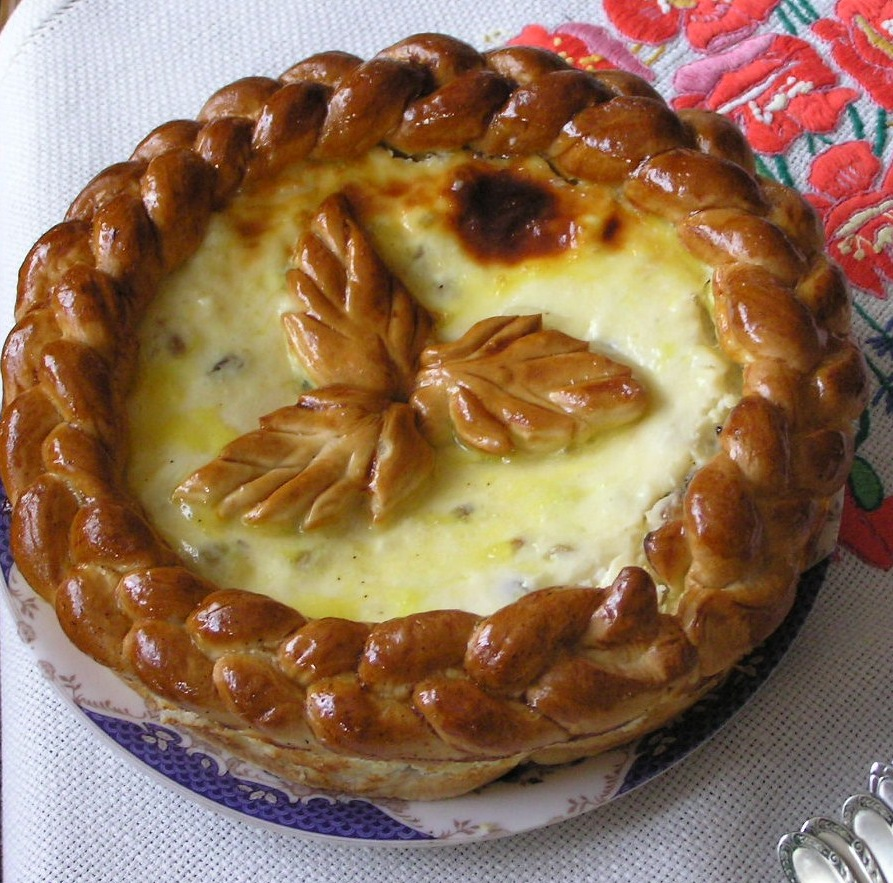
Traditionellt pască-bröd från Rumänien.

Paska (grekiska: πάσχα, ’påsk’; ukrainska: паска) är ett traditionellt ukrainskt påskbröd som även bakas i Georgien, Moldavien, Polen, Tjeckien med flera länder. Det är ofta smaksatt med russin och är en aning sötare till smak och doft än vanligt bröd. Inom den ukrainska ortodoxa kyrkan används brödet dessutom som en del av påskfirandet, där paska, pysanka-ägg och annan mat välsignas av en präst.
Ofta kan man också se att paskabröden är dekorerade med olika slags ornament gjorda av degen, i många fall i form av kors eller andra kristna symboler.